# Wyspy Egejskie (administracja)
Administracja Wyspy Egejskie (nwgr. Αποκεντρωμένη Διοίκηση Αιγαίου) – jedna z 7 jednostek administracyjnych Grecji, wprowadzona 1 stycznia 2011.
W skład administracji Wyspy Egejskie wchodzą: region Wyspy Egejskie Południowe oraz region Wyspy Egejskie Północne.